# Čáslavice
Obec Čáslavice se nachází v okrese Třebíč v Kraji Vysočina, zhruba 11 km jihozápadně od Třebíče. Žije zde 559 obyvatel. Součástí obce je též osada Sádek. Obec leží na Jevišovické pahorkatině, protéká jí Šebkovický potok a je součástí Mikroregionu Podhůří Mařenky.
Sousedními obcemi sídla jsou Kojetice, Šebkovice, Cidlina, Loukovice, Rokytnice nad Rokytnou, Římov a Babice.

## Geografie
Obec leží na jižní straně Českomoravské vysočiny v Jevišovické pahorkatině a ze severu uzavírá Jaroměřickou kotlinu. Nadmořská výška sídla se pohybuje od 430 m (u školy) po 500 m (u kostela). Výměrou 1019 ha představují Čáslavice pátou nejrozlehlejší ze zhruba 130 obcí třebíčského okresu.
Průměrný roční úhrn srážek v Čáslavicích činí 550 mm, průměrná roční teplota 7,9 °C, přičemž průměrná teplota nejteplejšího měsíce v roce července činí 16,3 °C a nejchladnějšího měsíce v roce ledna činí −3,8 °C. Dnů se sněhovou pokrývkou je průměrně 57 v roce.
Obec patří do povodí řeky Moravy a do úmoří Černého moře. Jižně od Čáslavic protéká Šebkovický potok, na jeho toku leží rybníky Nový rybník a Kolmoz, na jeho nepojmenovaném přítoku, který pramení nedaleko zastavěného území obce leží rybník Štompil. Severně od Čáslavic protéká potok Římovka, na jeho toku leží rybník Sladový a Sadecký. 
Na území obce se nachází lesy o výměře 64 ha obecních a 60 ha soukromých. Nejvyšší horou je Maková hora (682 m n. m.) nacházející se v lese směrem k Cidlině. Dominantou okolí a zároveň nejvyšší horou okresu je však Mařenka (711 m n. m.), vzdálená od obce necelých 6 km. K obci patří dva rybníky, Sádecký a Nový rybník (Hanusův).
U obce se nachází Hanzalův kopeček s křížem z roku 1882, ten dala postavit Marie Moudrá z Čáslavic, kopec je známou vyhlídkou, která byla upravena a obezděna mrákotínským lomovým kamenem.
Čáslavice leží na křižovatce několika silnic, na východ vede silnice do osady Sádek, která správně spadá pod Čáslavice, u Sádku se také nachází křižovatka silnic, které vedou do Rokytnice nad Rokytnou, Kojetic a Mastníka. Na západ vede silnice, která ústí do silnice II/410, která také prochází přes část území obce, na sever vede silnice do Římova a na jih vede silnice do Bolíkovic a Babic. Na jihovýchod vede silnice do Loukovic. 
Na Římovce na východním okraji území Čáslavic se nachází Červený mlýn. Na severním okraji katastru obce se nachází zalesněná trať Čáslavický les s několika menšími vrcholy, část okolo Čáslavic a Sádku je obklopena zemědělsky využívanými poli. Na západním okraji katastru u Nového rybníka se nachází přírodní rezervace U hájenky.

## Historie

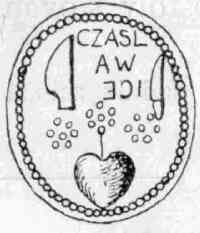
Čáslavická pečeť

Název obce je odvozen od osobního jména Čáslav, kterému v době založení osada náležela. Čáslav – lidé Čáslavovi = Čáslavici – z toho Čáslavice. Zmínky o Čáslavicích sahají až do poloviny 13. století, kdy už zde stála fara a kostel, lze proto předpokládat, že samotné založení obce se datuje už do století dvanáctého. K roku 1240 jsou zaznamenány podoby názvu (plebanum de) Caslawic a Schazlawice.
V dalších desetiletích až stoletích patřily Čáslavice různým pánům, v roce 1324 je uváděn Petr z Čáslavic. 
Mezi nejvýznamnější majitele sádeckého panství patřil Jan z Valdštejna nebo Vilém z Pernštejna. Od roku 1371 Římov, Stařeč a Čáslavice vlastnil Jan Soběslav Lucemburský, pozdější moravský markrabě. Později vlastnila vesnici zřejmě drobná šlechta, ale v roce 1499 se stal majitelem vesnice Vilém z Pernštejna, ten v tu dobu vlastnil již i hrad Sádek a další okolní vesnice. V témže roce zakoupil i Stařeč, Čáslavice, Slavice a Přibyslavice.
Do roku 1551 panství patřilo Pernštejnům, v tomto roce jej však odkoupil Zdeněk z Valdštejna a připojil je tak k brtnickému panství. V roce 1585 pak Jindřich Brtnický z Valdštejna vložil manželce Zuzaně Heltové z Kementu dva dvory v Čáslavicích. V roce 1620 pak byl Zdeněk Brtnický z Valdštejna za účast ve stavovském povstání uvězněn a byly mu zabaveny majetky a tak sádecké panství i s Římovem získal hrabě Thomas Cerboni. V roce 1775 byli občané Římova perzekvováni za účast na nevolnickém povstání. Posléze získal panství Ignác z Walldorfu, ale v polovině 18. století zdědil panství František Kajetán Chorynský.
Další významná zmínka pochází až z doby třicetileté války, kdy zároveň proběhlo i první sčítání obyvatelstva. Před započetím války čítala obec na 300 občanů, ale důsledkem moru a jiných nemocí se počet snížil až na 230. Další událostí bylo povýšení obce na městys v roce 1864 a následné udělení tržního práva, ale trhy nebyly příliš populární, a tak brzy zanikly.
V roce 1919 byly před školou vysazeny tři lípy svobody. V roce 1920 byla založena knihovna, která s mírnými přestávkami funguje dodnes. V souvislosti s knihovnou stojí za zmínku i dar z roku 1935, o který se zasloužil patrně nejznámější čáslavický rodák Bedřich Fučík, tou dobou ředitel nakladatelství Melantrich, které věnovalo 1600 Kčs obecní knihovně a dalších 600 Kčs knihovně školní. V roce 1929 byla vesnice elektrifikována.
Na začátku druhé světové války bylo v obci zřízeno středisko branné výchovy, jehož rekruti, ač výborně připraveni, do bojů z důvodu Mnichovské dohody nakonec nezasáhli. Jedním z nejsmutnějších dnů v historii obce patrně navždy zůstane 8. květen 1945. V tento den, kdy už německá armáda oficiálně kapitulovala, se nad obzorem objevilo několik letadel, která začala obec bombardovat. Následkem toho byli zabiti čtyři lidé, místo smrti jednoho z nich je vyznačeno pamětní deskou na rohu hřbitovní zdi.
Volby v roce 1946 vyhrála Československá strana lidová, jejíž členové obsadili většinu křesel v MNV, odkud však byli po únorových událostech roku 1948 do jednoho vyloučeni. V roce 1963 byl dostavěn kulturní dům. Další významnou událostí je stavba víceúčelové budovy, se kterou se započalo v roce 1973 a trvala téměř pět let.
Obec Čáslavice v roce 2013 obdržela ocenění v soutěži Vesnice Vysočiny, konkrétně získala ocenění zelená stuha, tj. ocenění za péči o zeleň a životní prostředí. V roce 2019 byly připraveny nové stavební parcely.
Do roku 1849 patřily Čáslavice do sádeckého panství, od roku 1850 patřily do okresu Jihlava, pak od roku 1855 do okresu Třebíč.
| Rok            | 1869 | 1880 | 1890 | 1900 | 1910 | 1921 | 1930 | 1950 | 1961 | 1970 | 1980 | 1991 | 2001 | 2011 | 2021      |
| -------------- | ---- | ---- | ---- | ---- | ---- | ---- | ---- | ---- | ---- | ---- | ---- | ---- | ---- | ---- | --------- |
| Počet obyvatel | 679  | 726  | 791  | 817  | 851  | 885  | 822  | 717  | 776  | 718  | 687  | 639  | 578  | 578  | 529       |
| Počet domů     | 101  | 116  | 123  | 128  | 130  | 134  | 155  | 178  | 177  | 187  | 181  | 207  | 210  | 220  | 227 a 230 |

## Obecní správa
Mezi lety 1850 a 1884 a mezi lety 1980 a 1990 k obci patřily Loukovice.

## Rodáci

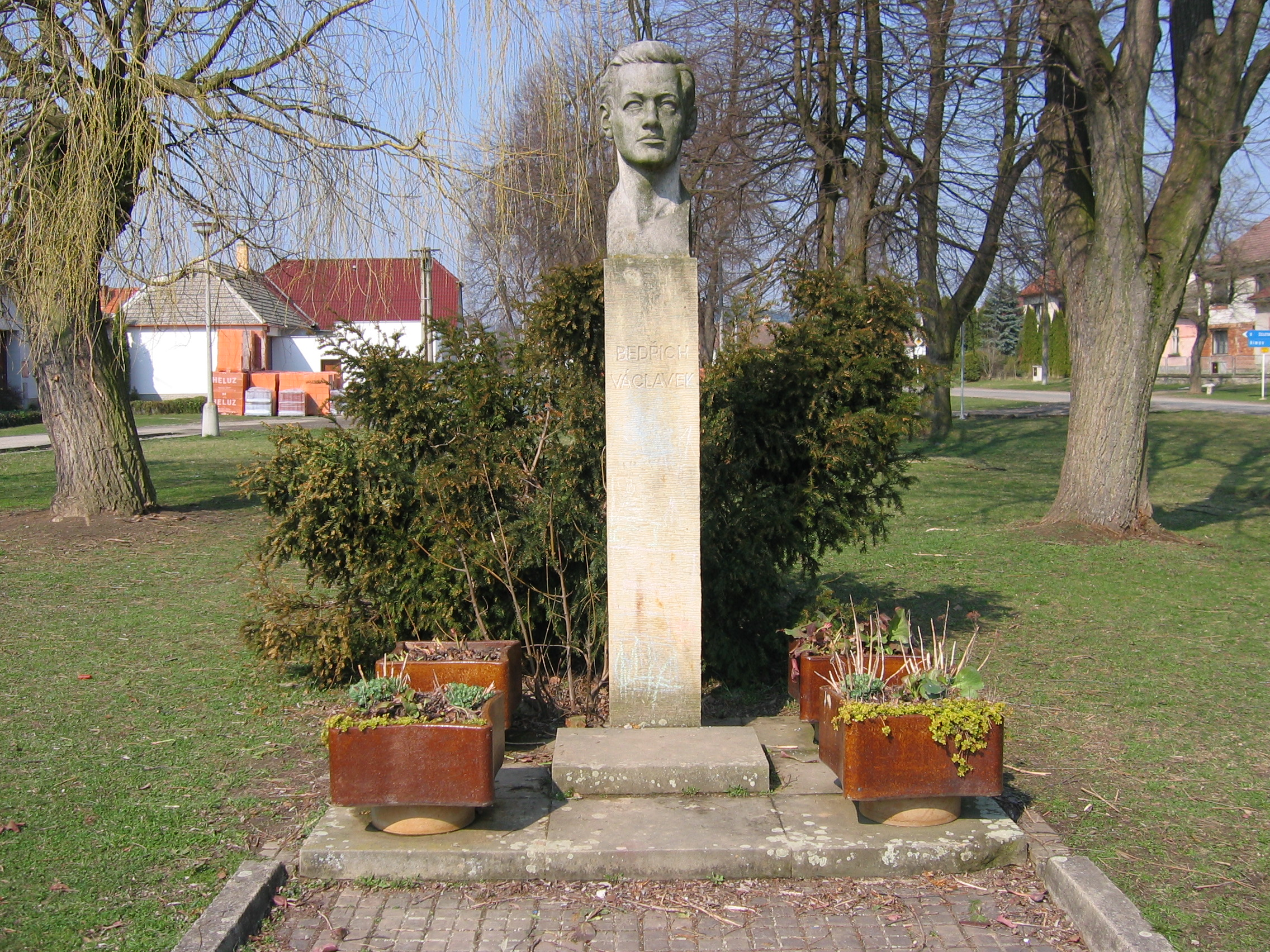
Busta dr. Bedřicha Václavka

- Vladimír Bartes (* 1953), regionální politik
- Josef Bulička (1891–?), legionář
- Bedřich Fučík (1900–1984), literární kritik orientovaný katolickým směrem, ředitel vydavatelství Melantrich. Díky němu navštěvovala obec řada významných literárních osobností jako František Halas, Jan Zahradníček nebo Jan Čep. O těchto setkáních Fučík referuje v knize Čtrnáctero zastavení.
- Mojmír Fučík (1913–2011), gastroenterolog, profesor 1. lékařské fakulty Univerzity Karlovy, politik NS ČSR
- Karel Hobza (1894–?), legionář
- Marcela Jelínková (* 1947), básnířka, fotografka a autorka odborných článků o zdravotnictví
- Josef Krajc (1895–?), legionář
- Josef Souček (* 1940), včelař a regionální historik
- Karel Svoboda (1926–2014), poslanec ČNR
- Bohuslav Trojan (* 1946), nakladatel
- Bedřich Václavek (1897–1943), marxistický estetik, literární teoretik a kritik, člen Devětsilu. Zahynul v Osvětimi.

## Pamětihodnosti
- Zámek Sádek
- kostel svatého Martina – původně gotická stavba, ale po rozsáhlých opravách v 18. století zůstal gotický pouze klenutý chór. Fara, která se nachází v blízkosti kostela, byla postavena v roce 1773. Kaplani bývali dosazováni z nedaleké Starče, prvním samostatným farářem byl Jan Karásek.
- Rodný dům Bedřicha Václavka – Rodná myslivna byla jako památkový objekt roku 1962 upravena na Památník Bedřicha Václavka. Stojí na jižní straně ulicové návsi, kde ji v polovině devatenáctého století postavil hrabě Bedřich Kajetán, pán na Sádku, jemuž Čáslavice dříve patřily. Na místě rodného domu měl původně stát kulturní dům, ale po protestech Památkového úřadu byl nakonec Kulturní dům Dr. Bedřicha Václavka postaven na západním kraji obce. V roce 1981 byla na prostranství před rodným domem odhalena i Václavkova busta. V budoucnu se plánuje uzpůsobit budovu na sídlo obecního úřadu.[12]
- Pamětní deska Bedřichu Václavkovi na rodném domě z roku 1948[12]

## Dopravní spojení
Spojení s okresním městem Třebíčí zajišťují autobusy, které jezdí několikrát denně v obou směrech. Spojení existuje i do Moravských Budějovic.
Železnici obec nemá, nejbližší stanice se nachází v Kojeticích, vzdálených zhruba 5 km. Obec je také napojena na síť cyklostezek, v obci se kříží trasy cyklostezek 5103 a 5216.

## Kultura
V obci se každoročně koná několik kulturních akcí, mezi nejvýznamnější patří výstup na horu Mařenku 30. prosince, kde se koná setkání obcí z Mikroregionu Podhůří Mařenky. Dále masopust – průvod masek poslední únorovou sobotu a pouť na svatého Martina, patrona místního kostela, 11. listopadu. Pro děti jsou každoročně pořádány akce na Den dětí a podzimní drakiáda.

## Organizace v obci
- Sportovní klub
- Sbor dobrovolných hasičů
- Český zahrádkářský svaz
- Český myslivecký svaz

## Sport
Počátky kopané v Čáslavicích sahají až do roku 1921, jako jeden ze zakladatelů je uváděn místní rodák Bedřich Fučík. Do mistrovské soutěže bylo mužstvo přihlášeno v roce 1941, kdy zároveň vznikl Sportovní klub Čáslavice. V roce 1956 se začíná budovat nové hřiště, protože dosavadní už nevyhovuje požadavkům. V roce 1983–85 byly pro potřeby místního sportovního klubu postaveny tribuny a sociální zařízení, které prakticky v nezměněné podobě slouží dodnes.
V posledních letech prošlo hřiště a jeho okolí poměrně velkými změnami. V roce 1998 proběhlo zatravnění hlavního hřiště a vybudování hřiště náhradního v těsné blízkosti. Poslední velkou úpravou bylo postavení přístřešku v sousedství fotbalové hospody. To proběhlo v roce 2006, současně s historickým postupem A mužstva do 1.A třídy.

## Politika
Volby v roce 1946 vyhrála Československá strana lidová, jejíž členové obsadili většinu křesel v MNV, odkud však byli po únorových událostech roku 1948 do jednoho vyloučeni.

### Volby do Poslanecké sněmovny
|       | 2006                | 2010                | 2013                | 2017                | 2021                |
| ----- | ------------------- | ------------------- | ------------------- | ------------------- | ------------------- |
| 1.    | ČSSD (30,9 %)       | KSČM (27,92 %)      | KSČM (26,29 %)      | ANO (26,83 %)       | ANO (22,92 %)       |
| 2.    | KSČM (26,06 %)      | ČSSD (18,5 %)       | ČSSD (24,56 %)      | KSČM (18,84 %)      | SPOLU (19,42 %)     |
| 3.    | ODS (16,66 %)       | TOP 09 (12,66 %)    | KDU-ČSL (13,14 %)   | SPD (12,46 %)       | KSČM (14,01 %)      |
| účast | 71,74 % (330 z 460) | 69,66 % (310 z 445) | 67,73 % (295 z 437) | 71,33 % (316 z 443) | 71,53 % (314 z 439) |

### Volby do krajského zastupitelstva
|      | 1.             | 2.                       | 3.                       | účast               |
| ---- | -------------- | ------------------------ | ------------------------ | ------------------- |
| 2000 | KSČM (38,57 %) | 4KOALICE (27,14 %)       | ODS (11,42 %)            | 33,12 % (158 z 477) |
| 2004 | KSČM (37,74 %) | KDU-ČSL (33,11 %)        | ODS (15,23 %)            | 32,34 % (152 z 470) |
| 2008 | KSČM (36,24 %) | ČSSD (30,13 %)           | ODS (11,79 %)            | 51,69 % (230 z 445) |
| 2012 | KSČM (41,98 %) | ČSSD (21,54 %)           | KDU-ČSL (8,83 %)         | 45,45 % (193 z 429) |
| 2016 | KSČM (31,25 %) | ČSSD (11,45 %)           | ANO 2011 (10,93 %)       | 43,37 % (193 z 445) |
| 2020 | ANO (16,66 %)  | KSČM (14,19 %)           | SPD (12,34 %)            | 36,96 % (163 z 441) |
| 2024 | ANO (38,59 %)  | ODS+TOP 09+STO (17,54 %) | ČSNS+KSČM+ČSSD (15,78 %) | 38,48 % (174 z 460) |

### Prezidentské volby
V prvním kole prezidentských voleb v roce 2013 první místo obsadil Miloš Zeman (90 hlasů), druhé místo obsadil Jiří Dienstbier (56 hlasů) a třetí místo obsadil Jan Fischer (48 hlasů). Volební účast byla 70,56 %, tj. 301 ze 428 oprávněných voličů. V druhém kole prezidentských voleb v roce 2013 první místo obsadil Miloš Zeman (212 hlasů) a druhé místo obsadil Karel Schwarzenberg (73 hlasů). Volební účast byla 67,54 %, tj. 285 ze 422 oprávněných voličů.
V prvním kole prezidentských voleb v roce 2018 první místo obsadil Miloš Zeman (179 hlasů), druhé místo obsadil Jiří Drahoš (50 hlasů) a třetí místo obsadil Marek Hilšer (24 hlasů). Volební účast byla 69,84 %, tj. 308 ze 441 oprávněných voličů. V druhém kole prezidentských voleb v roce 2018 první místo obsadil Miloš Zeman (232 hlasů) a druhé místo obsadil Jiří Drahoš (96 hlasů). Volební účast byla 74,60 %, tj. 328 ze 441 oprávněných voličů.
V prvním kole prezidentských voleb v roce 2023 první místo obsadil Andrej Babiš (142 hlasů), druhé místo obsadil Petr Pavel (81 hlasů) a třetí místo obsadila Danuše Nerudová (43 hlasů). Volební účast byla 75,23 %, tj. 331 ze 440 oprávněných voličů. V druhém kole prezidentských voleb v roce 2023 první místo obsadil Andrej Babiš (169 hlasů) a druhé místo obsadil Petr Pavel (153 hlasů). Volební účast byla 74,54 %, tj. 325 ze 436 oprávněných voličů.

## Zajímavosti
V katastru Čáslavic (lokalita U Hájenky) se pravidelně vyskytuje velmi vzácný všivec bahenní (Pedicularis palustris). Kvůli jeho výskytu byla lokalita vyhlášena přírodní rezervací.

## Fotogalerie

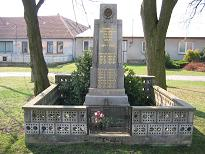
Mohyla obětem první světové války
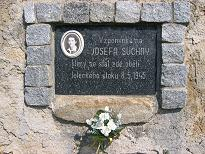
Pamětní deska na hřbitovní zdi připomínající bombardování na konci druhé světové války
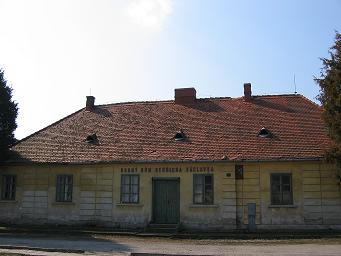
Rodný dům dr. Bedřicha Václavka